# Thyasira equalis
Thyasira equalis är en musselart som först beskrevs av Addison Emery Verrill och Katharine Jeanette Bush 1898.  Thyasira equalis ingår i släktet Thyasira och familjen Thyasiridae. Arten är reproducerande i Sverige.

## Underarter
Arten delas in i följande underarter:
- T. e. equalis
- T. e. alba